# Engen

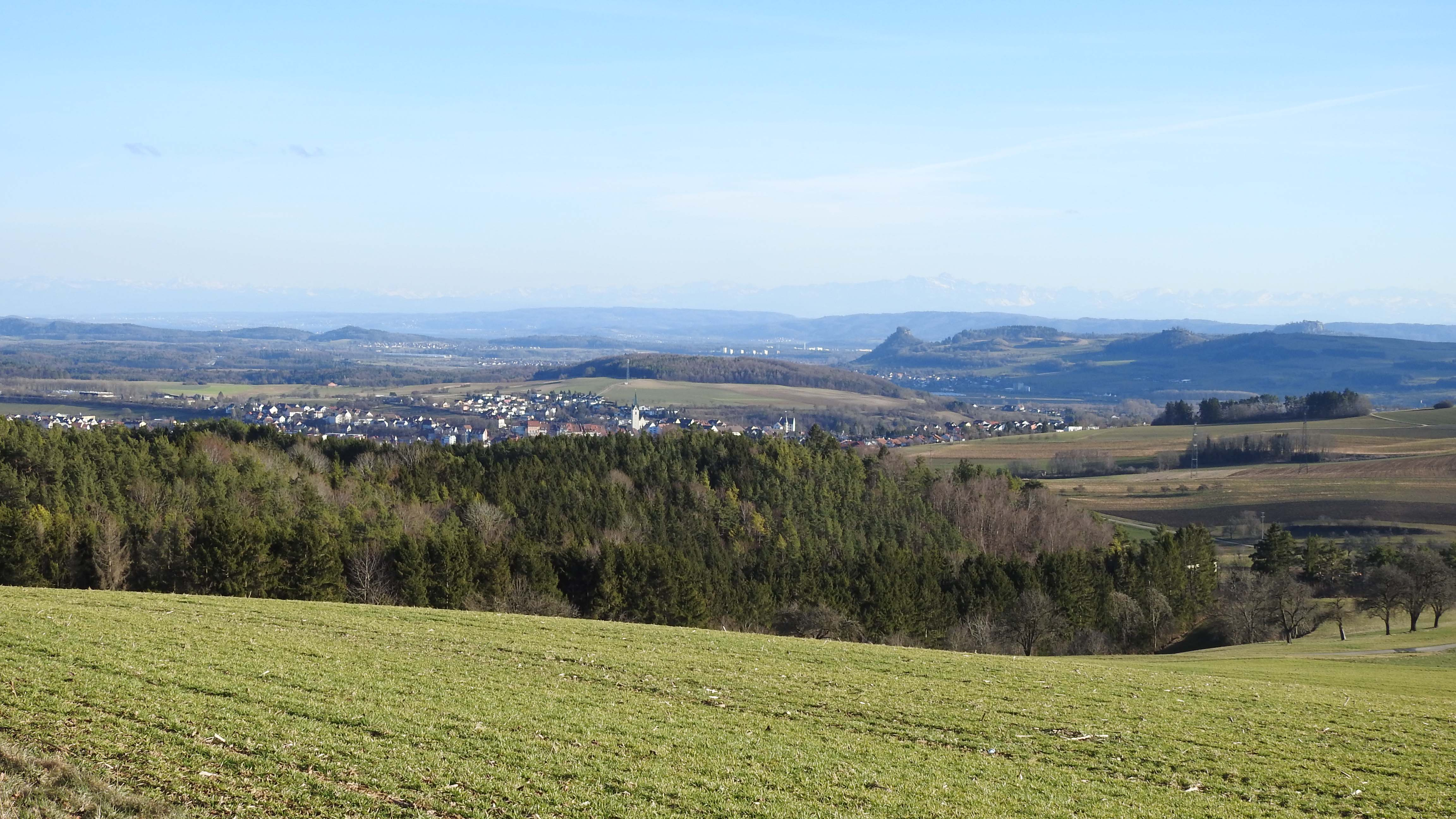
Hegaublick: Engen von Norden

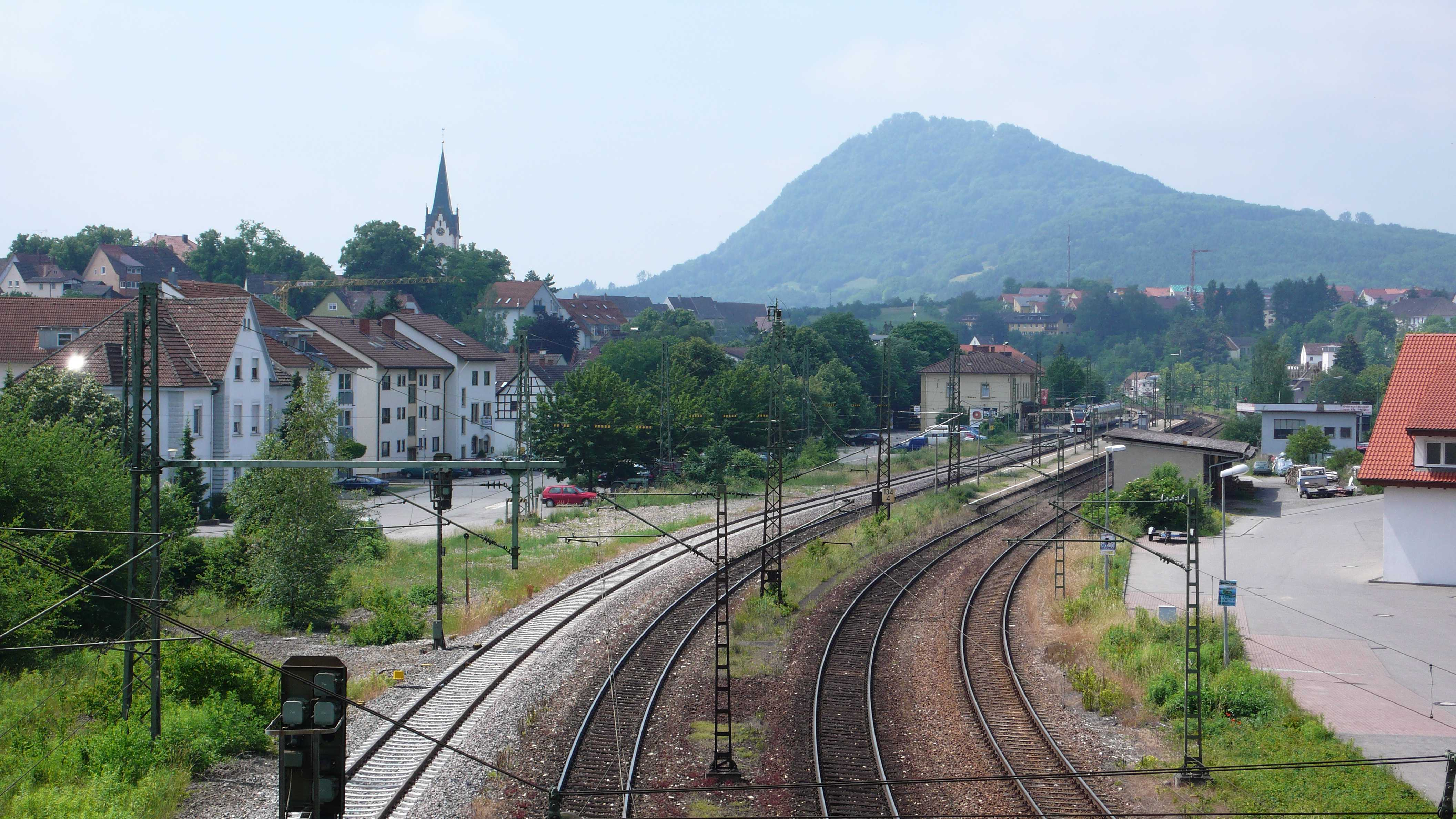
Engen und Hohenhewen (2007)

Engen ist eine Stadt im Landkreis Konstanz in Baden-Württemberg.

## Geographische Lage und Stadtgliederung
Engen liegt im Hegau. Die Stadt besteht aus den neun Stadtteilen Engen, Anselfingen, Zimmerholz, Bargen, Welschingen, Biesendorf, Stetten, Bittelbrunn und Neuhausen mit der Stadt Engen und 38 weiteren Dörfern, Weilern, Höfen und Häusern.
Die Stadtteile sind räumlich identisch mit den früher selbstständigen Gemeinden gleichen Namens, mit Ausnahme der Baugebiete Hugen I – III und Baumgarten, deren Gebiete früher Teil der Gemarkung Anselfingen waren und heute zum Stadtteil Engen gehören. Die offizielle Benennung der Stadtteile erfolgt durch vorangestellten Namen der Stadt und durch Bindestrich verbunden nachgestellt der Name des jeweiligen Stadtteils. Das Stadtgebiet ist in die drei Wohnbezirke im Sinne der baden-württembergischen Gemeindeordnung Wohnbezirk Engen, Wohnbezirk Anselfingen, Neuhausen und Welschingen und Wohnbezirk Stetten, Zimmerholz, Bargen, Bittelbrunn und Biesendorf gegliedert. Im Stadtteil Biesendorf ist eine Ortschaft im Sinne der baden-württembergischen Gemeindeordnung mit eigenem Ortschaftsrat und Ortsvorsteher als dessen Vorsitzender eingerichtet.
 Im Stadtteil Anselfingen liegen die aufgegangene Ortschaft Hausen am Ballenberg und die Burgruine Hohenhewen. Im Stadtteil Bargen liegt die Wüstung Spitzach. Im Stadtteil Biesendorf liegen die abgegangenen Ortschaften und Burgen Burgstall, Griengen und Maggental. Im Stadtteil Bittelbrunn liegen die Wüstungen Wasserburg und Weildorf. Im Stadtteil Engen liegen die 1286 erstmals erwähnte und 1848 in Engen aufgegangene Ortschaft Altdorf und die abgegangenen Ortschaften Ernsthofen, Gottschalkshof, Krattenhofen und Pfaffwiesen, das jedoch nicht mit Sicherheit als Siedlung nachgewiesen ist. Im Stadtteil Neuhausen liegen die Wüstungen Hof zu Bybrugge und Glenderhof. Nördlich von Stetten befindet sich die Ruine der Burg Neuhewen. Im Stadtteil Welschingen liegen die abgegangenen Ortschaften Burgstall, Crasingen und Im Thurn. Im Stadtteil Zimmerholz liegt östlich des Dorfes die abgegangene Ortschaft Haginshof, auf die ein Flurname hindeutet.
| Wappen      | Ortsteil          | Einwohner (Stand: April 2022) | Fläche (Stand: 27. Mai 1970) |
| ----------- | ----------------- | ----------------------------- | ---------------------------- |
| Engen       | Engen (Kernstadt) | 6586                          | 1382 ha                      |
| Anselfingen | Anselfingen       | 1300                          | 837 ha                       |
| Bargen      | Bargen            | 261                           | 700 ha                       |
| Biesendorf  | Biesendorf        | 181                           | 569 ha                       |
| Bittelbrunn | Bittelbrunn       | 271                           | 825 ha                       |
| Neuhausen   | Neuhausen         | 643                           | 485 ha                       |
| Stetten     | Stetten           | 253                           | 533 ha                       |
| Welschingen | Welschingen       | 1591                          | 981 ha                       |
| Zimmerholz  | Zimmerholz        | 331                           | 741 ha                       |

## Geschichte

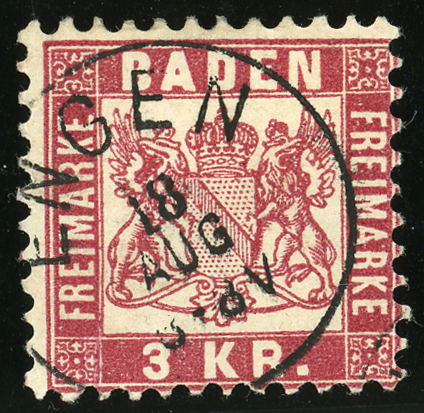
Poststempel von Engen um 1868 im Großherzogtum Baden

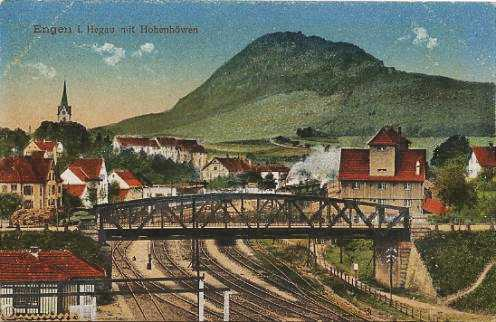
Engen mit Hohenhewen um 1900

### Bis zum 18. Jahrhundert
Engen wurde erstmals urkundlich 1086 erwähnt. Es gehörte damals den Freiherren von Höwen (bzw. Hewen). Auf dem Stadtgebiet von Engen gab es eine mittelalterliche Burg unbekannter Lage, die Burg Neuhausen. In der ersten Hälfte des 13. Jahrhunderts entstand südlich des Dorfes Engen, für das später der Name Altdorf in Gebrauch kam, eine ummauerte Anlage, die auch das Stadtrecht verliehen bekam. 1398 verpfändeten sie ihr ursprüngliches Herrschaftsgebiet an Leopold von Habsburg, der Engen 1404 an den Grafen Hans von Lupfen verkaufte. Dieser Verkauf war strittig und die Freiherren von Hewen versuchten, die Herrschaft wieder in ihren Besitz zu bekommen. Bischof Heinrich von Hewen stritt sich vergeblich mit den Grafen von Lupfen um das Herrschaftsgebiet. Sein Versuch, die Herrschaft Hewen wieder in den Besitz seiner Familie zu bringen, scheiterte.
1414 verlieh König Sigismund die Herrschaft regulär als Reichslehen an Graf Hans von Lupfen. Doch der Streit war damit nicht beendet. 1445 versuchten die Freiherren von Hewen mithilfe der Habsburger die Herrschaft zurückzuerobern. Dabei nahmen sie die Grafen von Lupfen gefangen. Auch 1460 versuchten sie ihre alte Herrschaft zurückzuerobern, indem sie einen Aufstand anzettelten. Peter von Hewen vermählte sich 1472 mit der Gräfin Agnes von Lupfen. Damit war der Streit beendet und Engen ging endgültig an die Grafen von Lupfen. Peter von Hewen verzichtete am 13. Mai 1477 auf die Ansprüche an der Herrschaft. In der Engener Kirche befindet sich die Grablege der Grafen von Lupfen. 
Ab 1639 gehörte die Stadt den Grafen von Fürstenberg und damit zum späteren Fürstentum Fürstenberg, das wiederum ab 1500 ein Teil des Schwäbischen Reichskreises war. Im Jahre 1640 wurde sie von den Schweden und Franzosen verheert.
siehe auch: abgegangene Rappenburg, Burg Bürglen.
Bei seiner Durchreise am 17. September 1797 erlebte Goethe Engen folgendermaßen: „Von Morgen her gesehen giebt Engen ein artig topographisches Bild, wie es unter dem bedeutenden Berge auf einem Hügel sich ins Thal verliert.“

### 19. und 20. Jahrhundert
Die Schlacht bei Engen fand am 3. Mai 1800 während des Zweiten Koalitionskriegs zwischen den Österreichern unter Baron von Kray und den Franzosen unter General Moreau statt. Sie endete mit dem Rückzug der Österreicher.
1806 fiel Engen an das Großherzogtum Baden. 1807 wurde die Stadt Sitz eines standesherrlichen Amtes (ab 1849: Bezirksamt Engen). 1923 kam das Engener Notgeld in Gebrauch. 1936 kam die Stadt zum Bezirksamt Konstanz (ab 1939: Landkreis Konstanz).
1988 fanden in Engen die Heimattage Baden-Württemberg statt.

### Eingemeindungen
Im Zuge der Gemeindegebietsreform in Baden-Württemberg wurden die folgenden bis dahin selbstständigen Gemeinden nach Engen eingemeindet:
- 1. Juli 1971: Bargen[9]
- 1. Dezember 1971: Biesendorf und Bittelbrunn[9]
- 1. Januar 1975: Anselfingen, Neuhausen, Stetten, Welschingen, Zimmerholz[10]

### Einwohnerentwicklung
| Jahr | Bevölkerung | Jahr | Bevölkerung |
| ---- | ----------- | ---- | ----------- |
| 1970 | 7.966       | 2000 | 9.924       |
| 1975 | 8.321       | 2005 | 10.225      |
| 1980 | 8.753       | 2010 | 10.200      |
| 1985 | 8.636       | 2015 | 10.435      |
| 1990 | 9.127       | 2020 | 10.942      |
| 1995 | 9.552       |      |             |

Quelle
Nach der badischen Volkszählung für 1858 hatte Engen 1614 Einwohner.

### Religionen
Engen ist Sitz des Dekanats Hegau des Erzbistums Freiburg.

## Politik

### Stadtrat
In Engen wird der Gemeinderat nach dem Verfahren der unechten Teilortswahl gewählt. Dabei kann sich die Zahl der Gemeinderäte durch Überhangmandate verändern. Die Kommunalwahl am 9. Juni 2024 führte zu folgendem Endergebnis. Der Gemeinderat besteht aus den 19 gewählten ehrenamtlichen Gemeinderäten und dem Bürgermeister als Vorsitzendem. Der Bürgermeister ist im Gemeinderat stimmberechtigt.
| Parteien und Wählergemeinschaften | Parteien und Wählergemeinschaften           | % 2024  | Sitze 2024 | % 2019 | Sitze 2019 | Kommunalwahl 2024 %403020100 38,87 %38,18 %22,95 % UWVCDUSPDGewinne und Verlusteim Vergleich zu 2019 %p 8 6 4 2 0 −2 −4 −6−5,13 %p−2,32 %p+7,45 %pUWVCDUSPD |
| UWV                               | Unabhängige Wählervereinigung Engen         | 38,87   | 8          | 44,0   | 8          | Kommunalwahl 2024 %403020100 38,87 %38,18 %22,95 % UWVCDUSPDGewinne und Verlusteim Vergleich zu 2019 %p 8 6 4 2 0 −2 −4 −6−5,13 %p−2,32 %p+7,45 %pUWVCDUSPD |
| CDU                               | Christlich Demokratische Union Deutschlands | 38,18   | 7          | 40,5   | 8          | Kommunalwahl 2024 %403020100 38,87 %38,18 %22,95 % UWVCDUSPDGewinne und Verlusteim Vergleich zu 2019 %p 8 6 4 2 0 −2 −4 −6−5,13 %p−2,32 %p+7,45 %pUWVCDUSPD |
| SPD                               | Sozialdemokratische Partei Deutschlands     | 22,95   | 4          | 15,5   | 3          | Kommunalwahl 2024 %403020100 38,87 %38,18 %22,95 % UWVCDUSPDGewinne und Verlusteim Vergleich zu 2019 %p 8 6 4 2 0 −2 −4 −6−5,13 %p−2,32 %p+7,45 %pUWVCDUSPD |
| gesamt                            | gesamt                                      | 100,0   | 19         | 100,0  | 19         | Kommunalwahl 2024 %403020100 38,87 %38,18 %22,95 % UWVCDUSPDGewinne und Verlusteim Vergleich zu 2019 %p 8 6 4 2 0 −2 −4 −6−5,13 %p−2,32 %p+7,45 %pUWVCDUSPD |
| Wahlbeteiligung                   | Wahlbeteiligung                             | 61,90 % | 61,90 %    | 56,0 % | 56,0 %     | Kommunalwahl 2024 %403020100 38,87 %38,18 %22,95 % UWVCDUSPDGewinne und Verlusteim Vergleich zu 2019 %p 8 6 4 2 0 −2 −4 −6−5,13 %p−2,32 %p+7,45 %pUWVCDUSPD |

### Bürgermeister
Bürgermeister ist seit dem 1. Dezember 2023 Frank Harsch (CDU). Er wurde am 8. Oktober 2023 mit 56,7 Prozent der Stimmen gewählt. Harsch war zuvor Bürgermeister von Braunsbach.
Harschs Vorgänger als Bürgermeister war von 1996 bis 2023 Johannes Moser. Er legte das Amt Ende Oktober 2023 vorzeitig nieder.

### Wappen
| Wappen der Stadt Engen | Blasonierung: „In Silber (weiß) ein fünfstrahliger schwarzer Stern.“ |
| Wappen der Stadt Engen | Wappenbegründung: In der zweiten Hälfte des 13. Jahrhunderts wurde die von den Herren von Hewen gegründete Burgsiedlung Engen zur Stadt erhoben. Die Siegel von 1399 bis ins 17. Jahrhundert zeigen einen fünfstrahligen Stern. Es handelt sich dabei um das verminderte Wappen der Herren von Hewen, der Stadtherren bis 1398. Sie führten einen von Schwarz und Gold geteilten Schild, mit einem sechsstrahligen silbernen Stern im oberen Feld. Die älteste farbige Fassung des Stadtwappens findet sich auf einer Zunfttafel von 1591. Seit dem 17. Jahrhundert tritt in den Siegeln ein gespaltener Schild mit dem Stern auf. Als Farben sind Silber und Blau überliefert, vielleicht in Anlehnung an den gleichfarbigen Wolkenbord des Wappens der Fürstenberger, denen die Stadt seit 1639 gehörte. Daher setzte man 1898 als Wappen einen von Silber und Blau gespaltenen Schild mit einem fünfstrahligen Stern in verwechselten Farben fest. Das Wappen wurde mit der Neuverleihung durch das Innenministerium am 2. Dezember 1960 in seinen ursprünglichen Zustand zurückgeführt. Gleichzeitig wurde die Flagge verliehen. |

### Städtepartnerschaften
- Pannonhalma (Ungarn), seit 1998
- Trilport (Département Seine-et-Marne in Frankreich), seit 2000
- Moneglia (Ligurien, in der Nähe von Genua), seit 2009

## Kultur und Sehenswürdigkeiten

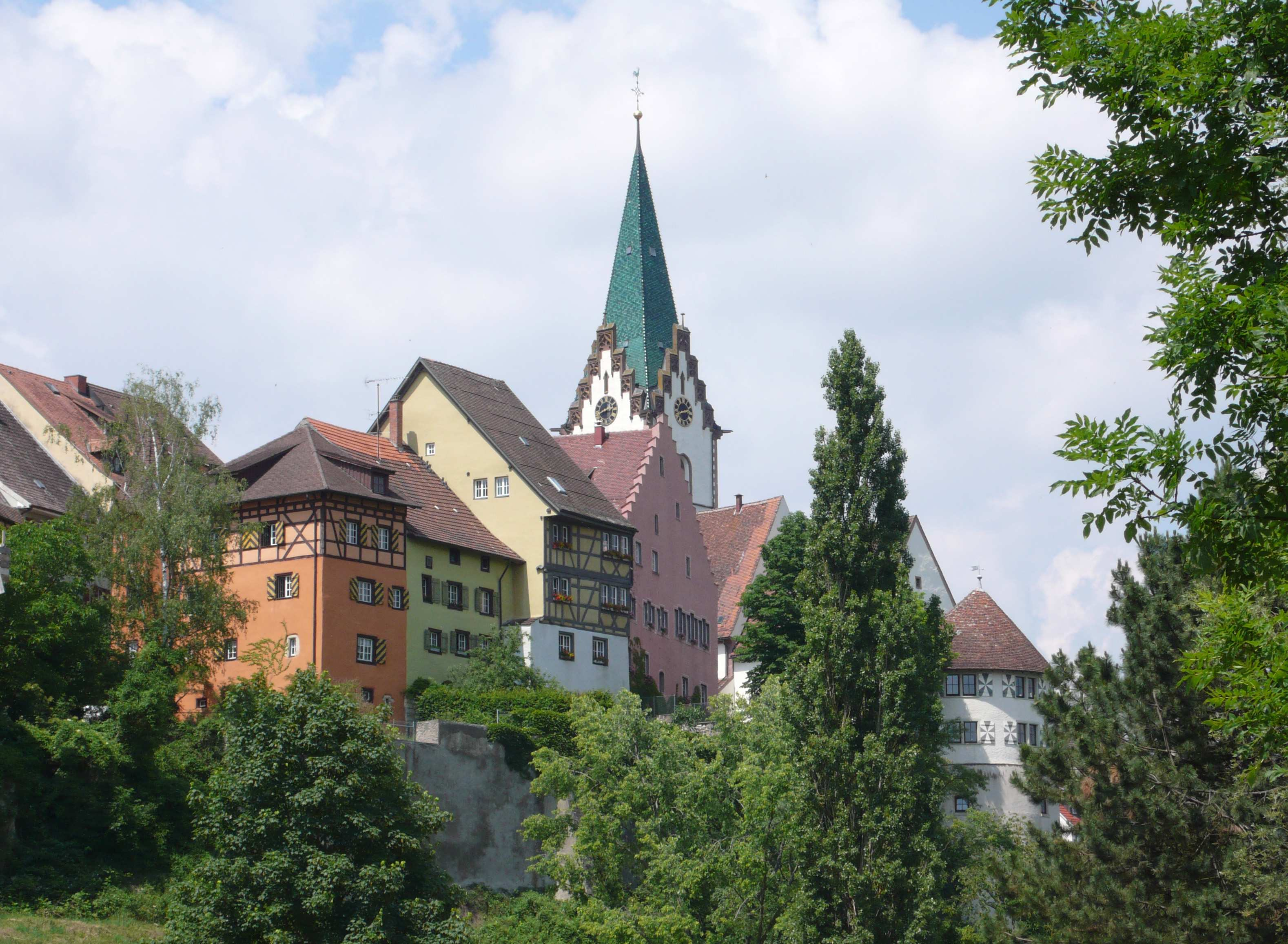
Engen Altstadt. Ansicht von Osten

Engen liegt an der Römerstraße Neckar–Alb–Aare und an dem Schwarzwald-Querweg Freiburg-Bodensee, einer Fernwanderstrecke. Es gibt den alten Stadtgarten mit dem Kriegerdenkmal sowie den neuen Stadtgarten mit einem kleinen See. Ein modernes „Kriegerdenkmal“ in Form eines Friedenszeichens der Künstlerin Madeleine Diez befindet sich auf dem Friedhof.

### Museen
- Das Städtische Museum Engen + Galerie beheimatet eine archäologische Sammlung, sakrale und moderne Kunst, sowie kulturhistorische Ausstellungen.
- Der Eiszeitpark Engen ist eine im Frühjahr 2003 fertiggestellte Rekonstruktion eines Steinzeitlagers am Petersfels im „Brudertal“. Ein 1,5-stündiger Rundweg führt durch das rund drei Hektar große Gelände.
- Das Oldtimer- und Fahrzeugmuseum Engen stellt alte Autos und Motorräder aus.

### Bauwerke

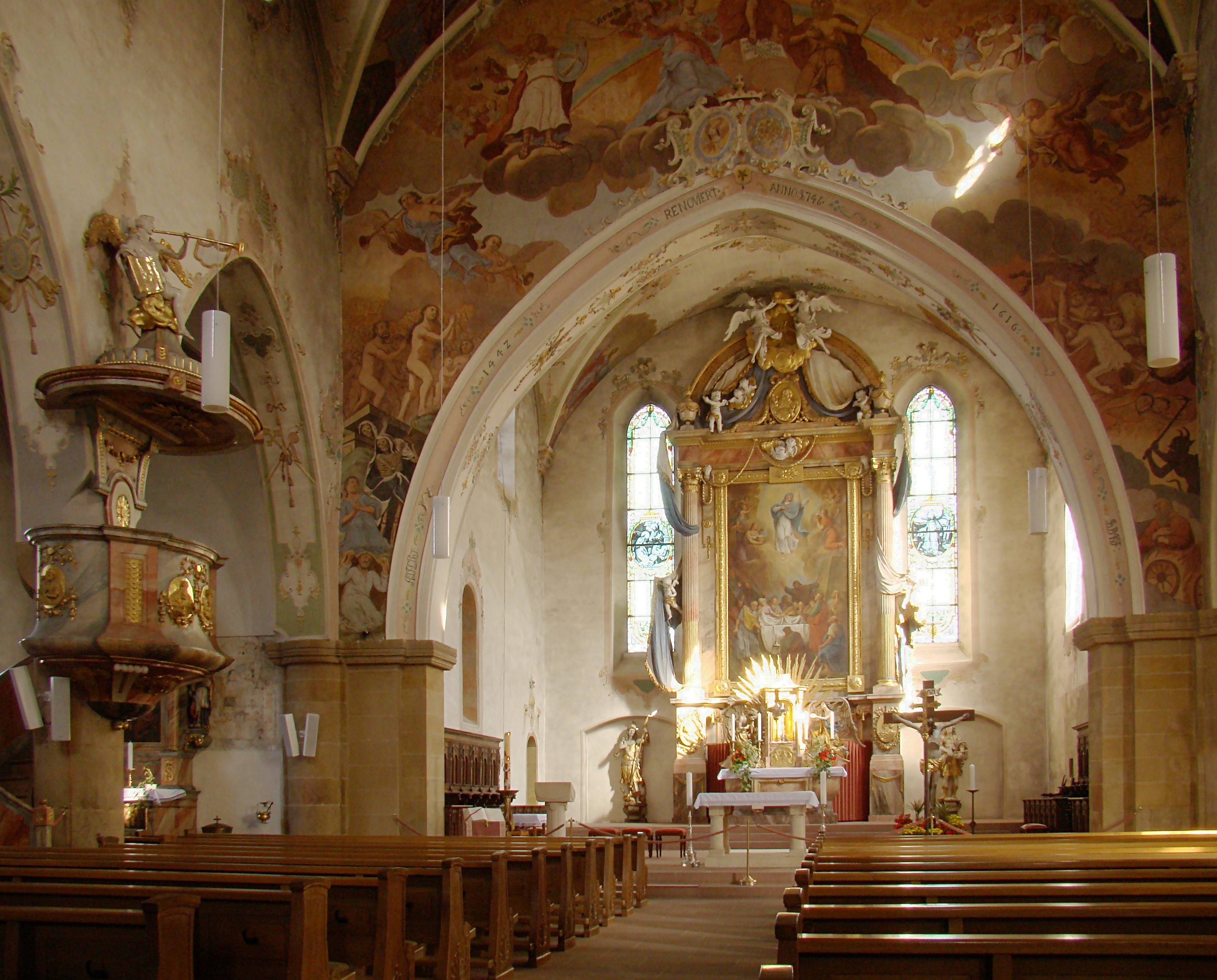
Kirche Mariä Himmelfahrt

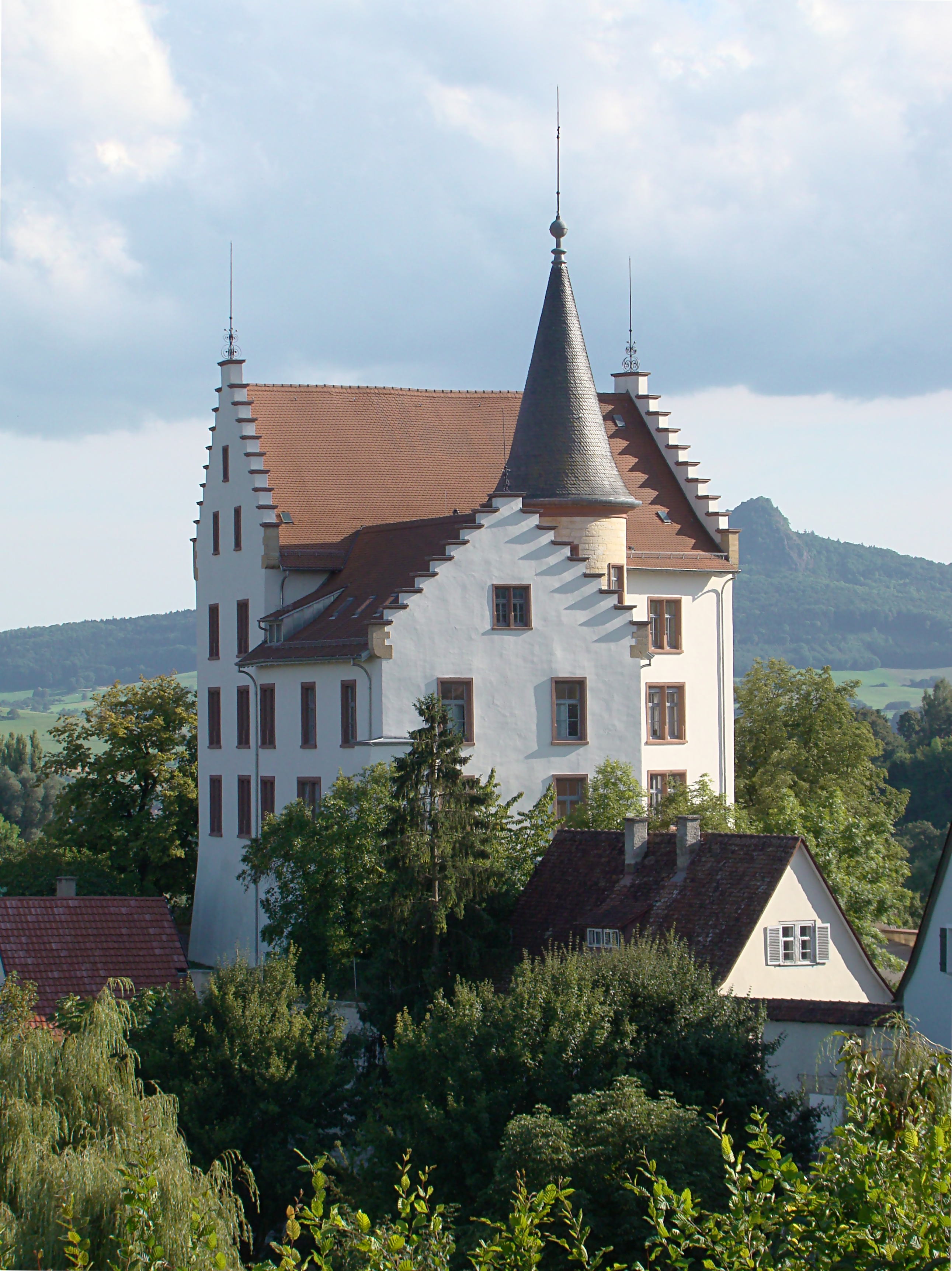
Das Krenkinger Schlössle

Engen besitzt eine renovierte Altstadt. Sehenswert sind insbesondere die Stadtkirche Mariä Himmelfahrt (13. Jahrhundert; ursprünglich spätromanisch, später gotisiert und barockisiert) mit den Grabdenkmälern der Grafen von Lupfen und Pappenheim, das Krenkinger Schloss und das Städtische Museum mit Galerie im ehemaligen Kloster St. Wolfgang (1333–1803), in dem unter anderen Funde aus der Alt- und Mittelsteinzeit aus dem Brudertal zu sehen sind (z. B. die „Venus von Engen“). Hier finden regelmäßig Kunstausstellungen statt, die nicht selten überregionale Wirkung haben. Im Bereich des Marktplatzes fallen vor allem großflächige Fassaden im Trompe-l’œil-Stil auf. Über die gesamte Altstadt verteilt finden sich zeitgenössische Brunnen, die von Künstlern in den unterschiedlichsten Stilrichtungen und mit verschiedenen künstlerischen Aussagen gestaltet wurden. Entlang eines markierten und ausgeschilderten Rundwegs können Besucher diese Brunnenstationen zu Fuß besuchen und dabei gleichzeitig die reizvolle Altstadt besichtigen.
Das Krenkinger Schlössle ist im Ursprung vermutlich eine stauferzeitliche Anlage und wurde um 1200 errichtet. Nach dem Brand von 1640 und Umbauten 1892/1893 zum badischen Bezirksamt wurde die Anlage stark verändert. Im Kern stellt es eine zweiflüglige Anlage mit rundem Treppenturm dar. Als weiterer Sitz des Stadtherren nach dem Brand des Schlosses diente das 1533 vom Konstanzer Bischof Johann von Lupfen errichtete „Schloss an der Straße“. Seit 1811 wird es als Pfarrhaus genutzt.
Das Gebäude der Stadtapotheke in der Engener Vorstadt wurde als herrschaftliches Beamtenwohnhaus erbaut. Es ist dreigeschossig mit vier Achsen angelegt und beherbergt seit 1827 die Stadtapotheke. Beachtung findet der Gewölbekeller.
Der Bürgersaal im Rathaus von Engen ist seit Jahrhunderten Tagungsort der Engener Bürgervertretung. Der Saal wurde hochwertig ausgestattet mit einer Holzdecke (1500/1520), einem aufwändigen Ofen aus graphitiertem Ton und Gusseisenplatten von Lorenz Stapf aus Steckborn im Thurgau sowie religiösen Gemälden von Joseph Ignaz Wegschneider aus Riedlingen und Conrad Zoll aus Möhringen. Der Künstler Hans Sauerbruch aus Konstanz hat das Trauzimmer mit Szenen aus dem Engener Stadtleben skizziert.
Das ehemalige Kloster Sankt Wolfgang der Dominikanerinnen erhielt erst im 18. Jahrhundert seine heutige bauliche Ausprägung. 1802 wurde das Kloster der Ordensgemeinschaft in Engen aufgegeben. Das Kapuzinerkloster Engen war von 1618 bis 1820 ein Kloster des Kapuzinerordens südwestlich der Altstadt.
Die Wendelinkapelle ist ursprünglich ein spätgotischer Bau aus dem 15. Jahrhundert. 1725 erfolgte eine Restaurierung im Stil des Barock. Der Altar zeigt im Zentrum eine Darstellung der Fatima-Madonna. Die Wendelinkapelle zeigt im Kirchenraum mehrere Votivtafeln.
Die Autobahnkapelle im Hegau ist eine ökumenische Kapelle an der Raststätte Im Hegau West der Bundesautobahn 81 für Reisende auf der Autobahn.
Südwestlich am Rande des Jura findet sich der Basaltkegel des Berges Hohenhewen (oder Hohenhöwen, 846 m) mit der Ruine Hohenhewen.

#### Bargen
Der römische Gutshof Villa Bargen im Ortsteil Bargen gehört zu den zehn besterhaltenen römischen Gutshöfe in Baden-Württemberg. Gepflegt wird die mittelgroße Anlage bestehend aus Haupthaus, Wirtschaftsgebäude, Badehaus und Tempel vom örtlichen Schwarzwaldverein. Die erste archäologische Grabung wurde vor über 80 Jahren vom damaligen Landesarchäologen Paul Revellio durchgeführt. Sie hat ihren Ursprung in den Jahren 75 bis 80 n. Chr. Im 2. nachchristlichen Jahrhundert wurde er dann zu einer 2,5 Hektar großen Anlage mit Steingebäuden ausgebaut.

#### Bittelbrunn
Der Ortsteil Bittelbrunn ist besonders durch einige schöne alte Fachwerkhäuser, das Bittelbrunner Schlössle und die Steinzeithöhlen Petersfels und Gnirshöhle sehenswert.

#### Welschingen
Im Welschinger Baugebiet „Guuhaseln“ wurde 2008 eine rund 16 Hektar große mit Graben und Holzmauer umgebene Keltensiedlung archäologisch untersucht. Pfosten- und Grabenfunde belegten eine zusätzliche Besiedelung außerhalb des eingegrenzten Gebietes. Siedlungsspuren und das geborgene Fundmaterial weisen eine vermutlich mehrphasige keltische Siedlung des dritten und zweiten vorchristlichen Jahrhunderts nach. Gegenstände könnten aber auch auf Besiedlungen hinweisen, die bis etwa 1500 vor Christus in die Bronzezeit hineinreichen. Zudem wurde bereits davor ein Siedlungsareal der jüngeren Eisenzeit ergraben. Beim Welschinger Kieswerk wurden 2010 mehrere Steinzeitgräber entdeckt.

### Stolpersteine
2023 wurden in Engen, Anselfingen und Neuhausen insgesamt sieben Stolpersteine im Gedenken und zur Erinnerung an Verfolgte während der Zeit des Nationalsozialismus verlegt.

### Regelmäßige Veranstaltungen
Fasnet

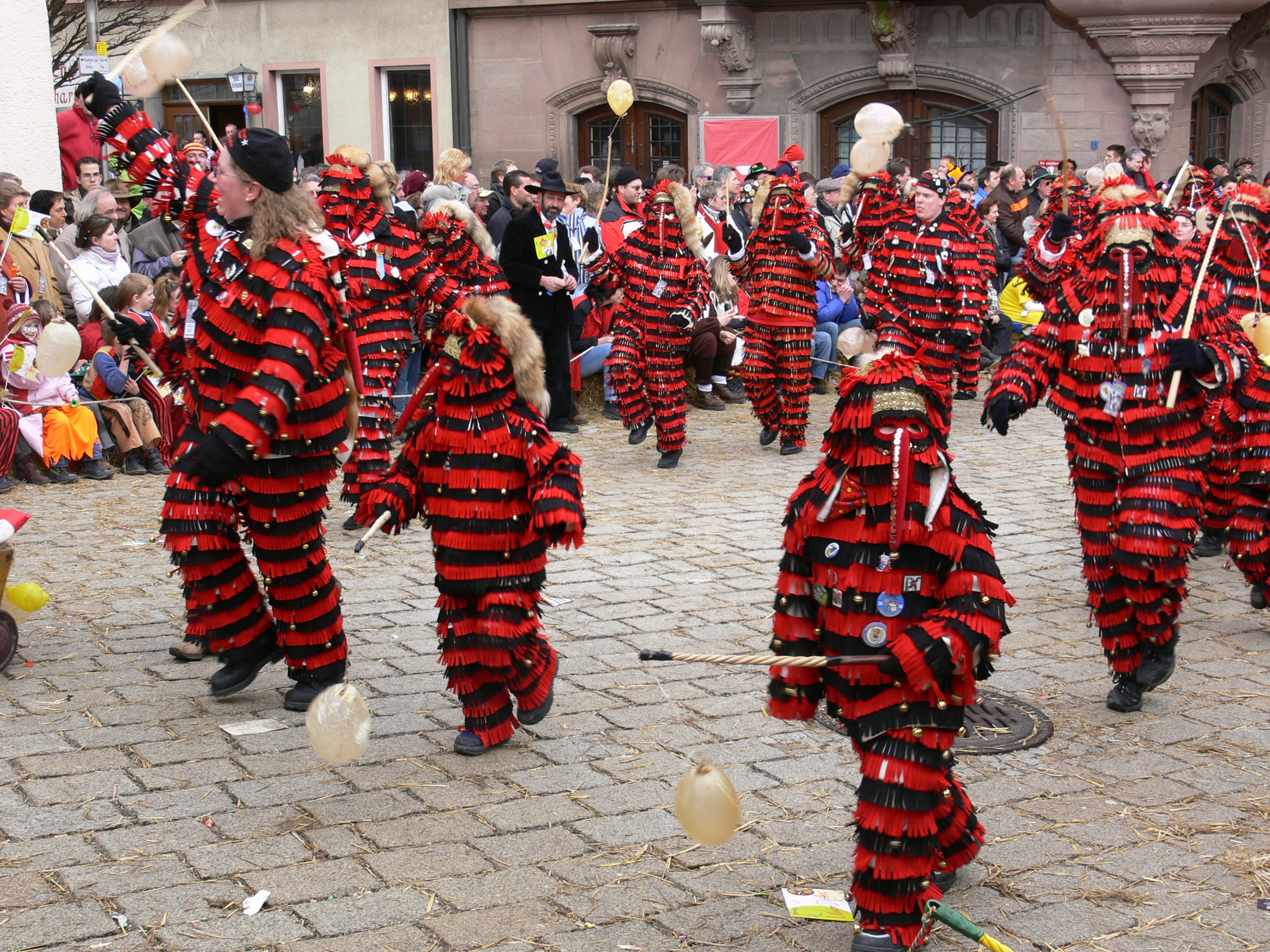
Narrenzunft Hansele am Narrentreffen 2006

Die Narrenzunft Engen betreibt die in Engen seit langem heimische Schwäbisch-alemannische Fastnacht. Die lokale Narrenfigur Hansele stammt aus alter Zeit, das älteste erhaltene Kostüm aus dem Jahre 1850.

## Wirtschaft und Infrastruktur

### Wirtschaft
In früheren Jahrhunderten lebten die Einwohner von der Textilindustrie, der Produktion von Zement und der Tabakindustrie. Darüber hinaus gab es in der Stadt Elfenbeinschnitzereien.
Seit den 1970er Jahren konnten sich in Engen einige mittelständische Betriebe ansiedeln. Hierfür entwickelte die Stadt das Industriegebiet Grub.

### Verkehr
Der Bahnhof Engen liegt an der Schwarzwaldbahn von Offenburg nach Singen. Neben stündlichen Regional-Express-Verbindungen der Schwarzwaldbahn nach Karlsruhe und Konstanz (RE2) und zweistündlichen, für Nahverkehrstickets freigegebenen, Intercity-Verbindungen nach Singen und Stuttgart (IC87) der Deutschen Bahn verbindet der Seehas der SBB GmbH die Station im 30-Minuten-Takt mit Konstanz (S6). Die Stadt gehört zum Verkehrsverbund Hegau-Bodensee.
Im überregionalen Straßennetz stehen die Bundesautobahn 81 (Würzburg–Stuttgart–Singen) und die Bundesstraßen 31 (Breisach–Lindau) und 491 (nach Tuttlingen) zur Verfügung.
Durch eine Alltagsroute aus dem Radnetz Baden-Württemberg ist Engen über den Stadtteil Welschingen und über Mühlhausen mit Singen und in der anderen Richtung mit Geisingen verbunden.
Durch Engen verläuft als Landes-Radfernweg der Schwäbische-Alb-Radweg. Er führt über die ganze Schwäbische Alb vom Bodensee nach Donauwörth. Er verläuft von Ludwigshafen über Aach und Engen Richtung Donauversickerung bei Immendingen.
In Engen beginnt der Fernwanderweg „Hegau-Panorama-Weg“; er führt über rund 175 Kilometer durch den Hegau nach Stockach.
Eine Besonderheit in Engen ist, dass ein Aufzug in der Altstadt einen Teil des öffentlichen Personennahverkehrs darstellt.

### Bildung

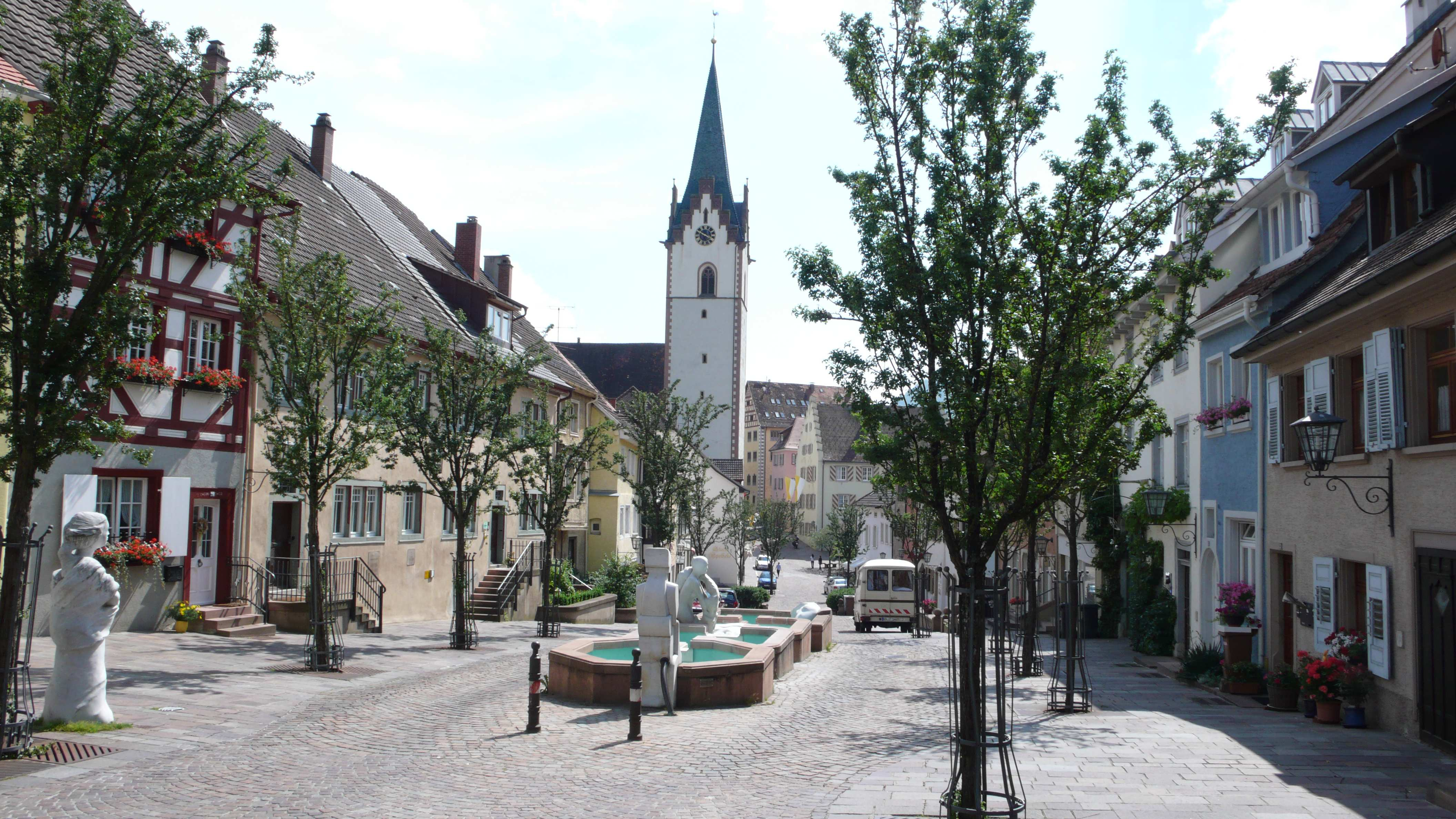
Altstadt von Engen

Im Schuljahr 2006/07 startete das neu gegründete Gymnasium Engen mit drei fünften Klassen. Im Bildungszentrum der Kernstadt sind außer dem Gymnasium die Anne-Frank-Realschule, eine Werkrealschule und eine Förderschule („Hewenschule“) untergebracht. Des Weiteren befinden sich in der Kernstadt und in Welschingen noch jeweils eine Grundschule. Darüber hinaus verfügt der Ort über sieben Kindergärten. Außerdem befindet sich noch ein Jugendseminar in dem Ortsteil Anselfingen.

## Persönlichkeiten

### Ehrenbürger
- 1862, 7. September (in Oensbach), Josef Weber, † 13. Januar 1937, Stadtpfarrer und Dekan, 1920 Ehrenbürger von Engen
- 1882, 13. März (in Pforzheim), Viktor Kolb, † 1963, Schneider, Mitbegründer der Sanitätskolonne (Rotes Kreuz) in Engen, 1953 Ehrenbürger
- 1883 (in Welschingen), Prälat Alfred Wikenhauser, † 1960, Ehrenbürger von Welschingen
- 1884 (in Stockach), Emil Dreher, † 1974, Stadtpfarrer und Dekan, 1948 Ehrenbürger von Engen
- 1890, 5. Januar (in Oberndorf), Mathilde Nied (Schwester Lukana), tätig im Krankenhaus in Engen, 1962 Ehrenbürgerin von Engen
- 1911, 5. Mai (in Freiburg), Hans Ludwig Steffen, † 1. Juni 1994 (in Engen), Chefarzt des Krankenhauses Engen, 1976 Ehrenbürger der Stadt Engen
- 1912, 24. Oktober, Hermann Graf, † 4. November 1988 in Rastatt, Jagdflieger und Ritterkreuzträger, 1942 Ehrenbürger der Stadt Engen
- 1959, Johannes Moser, ehem. Bürgermeister, 2023 Ehrenbürger der Stadt Engen

### Söhne und Töchter der Stadt
- 1548, Conrad Vetter, † 11. Oktober 1622 in München, Jesuitenpater, Schriftsteller der Gegenreformation
- 1636, 17. November, Romanus Vogler, † 17. November 1695 in St. Blasien, Abt des Klosters St. Blasien im Schwarzwald
- 1655, 25. Juli, Jakobus Vogler, † 6. Oktober 1708 in Schuttern, Bruder von Romanus Vogler, Abt des Klosters Schuttern
- 1781, 18. März, Joseph Eiselein (auch Josua Eiselein), † 30. Mai 1856 in Geisingen, Gelehrter, Gymnasiallehrer und Bibliothekar
- 1806, 11. Oktober, Ferdinand Welte, † 5. September 1878, Jurist und Politiker
- 1822, 13. März, Carl Eckhard, † 30. August 1910 in Mannheim, Jurist, Unternehmer und Politiker, Reichstagsabgeordneter
- 1836, 5. März, Hubert Dilger, † 4. Mai 1911 in Front Royal, Virginia, USA; US-Army-Offizier und Pferdezüchter. Kommandierte während des amerikanischen Bürgerkriegs eine Artillerieabteilung, die ausschließlich mit deutschen und mitteleuropäischen Einwanderern besetzt war. Er erhielt die Medal of Honor, Amerikas höchste militärische Auszeichnung, für vorbildliche Verdienste in der Schlacht von Chancellorsville 1863[20]
- 1837, 29. November (in Thalmühle), Fridolin Honold, † 3. November 1900 in Bonndorf im Schwarzwald, katholischer Priester
- 1879, 8. Februar, Wilhelm Engelbert Oeftering, (auch Engelbert Hegaur), † 3. März 1940 in Rüppurr, Bibliothekar, Historiker und Literaturwissenschaftler
- 1880, 13. August (in Bargen), Frieda Hodapp, † 14. September 1949 in Bad Wiessee, Pianistin
- 1896 (in Welschingen), Paul Wescher, † 3. September 1974 in Pacific Palisades, Kunsthistoriker, Kunsthändler und Museumsdirektor
- 1895, 19. November, Otto Schiel, † 1990, Generalmajor der Wehrmacht
- 1898, 24. Februar, Hubert Schiel, † 1983 in Trier, Theologe, Schriftsteller und Bibliothekar
- 1900, 4. August (in Welschingen), Ermin Hohlwegler, † 31. Juli 1970 in Neuhausen, Gewerkschafter und Politiker (SPD), Arbeitsminister in Baden-Württemberg, MdL (Baden-Württemberg)
- 1912, 24. Oktober, Hermann Graf, † 4. November 1988, Jagdflieger und Ritterkreuzträger
- 1929, 16. Juli, Karl Miltner, † 10. März 2020 in Dossenheim, Politiker (CDU), MdB und Regierungspräsident
- 1940, 3. Juni, Klaus Saur, † 29. Juli 2014, neuapostolischer Geistlicher
- 1945, 11. Dezember, Wilhelm Vossenkuhl, Philosoph
- 1978, 12. Juni, Pascal Niggenkemper, Jazzmusiker
- 1979, 2. April, Clemens Höpfner, Jurist, Professor u. a. an der Universität zu Köln
- 1990, 29. Mai, Oliver Sorg, Fußballspieler
- 1991, 24. Dezember, Timo Benitz, Leichtathlet

### Persönlichkeiten, die in der Stadt gewirkt haben
- 1897, 25. Juli (in Hamburg), Hermann Ambrosius, † 25. Oktober 1983 (in Engen), Komponist
- 1899, 15. Januar (in Mannheim), Rosa Ancilla Hug (Mutter Ancilla), † 31. Dezember 1982, Erzieherin, Sozialarbeiterin, Seelsorgerin und Gründerin der „Kinderheimat Sonnenuhr“, 1981 Bundesverdienstkreuz am Bande
- 1936, Martin Förster, Fütterungsautomaten-Pionier und Gründer des Unternehmens Förster-Technik, Wirtschaftsmedaillenträger des Landes Baden-Württemberg und der Max-Eyth-Gedenkmünze des Vereins Deutscher Ingenieure (VDI)
- Emil Dannecker (1883–1964), lebte von 1920 bis 1964 in Engen